# Priamicyno
Priamicyno (ros. Прямицыно) – osiedle typu miejskiego w zachodniej Rosji, centrum administracyjne rejonu oktiabrskiego i osiedla miejskiego Priamicyno (obwód kurski).

## Geografia
Miejscowość położona jest nad Sejmem (lewy dopływ Desny), 15 km na południowy zachód od centrum administracyjnego obwodu (Kursk), 7,5 km od drogi magistralnej (federalnego znaczenia) M2 «Krym». W osiedlu znajduje się stacja kolejowa Djakonowo.
W osiedlu znajdują się ulice: 1-ja Nowogodniaja, 2-ja Nowogodniaja, Centralnaja, Fruktowaja, Jubilejnaja, Jużnaja, Jurija Charłanowa, Kołchoznaja, Kommunisticzeskaja, pierieułok Kommunisticzeskij, Komsomolskaja, Ługowaja, Mirnaja, Mołodiożnaja, Nadieżdy, Nowaja, pierieułok Nowogodnij, Oktiabrskaja, Pierwomajskaja, Polewaja, Pocztowaja, Priwokzalnaja, Projektnaja, Raboczaja, pierieułok Raboczij, Razdielnaja, Sadowaja, Siewiernaja, Siejmskaja, Sowietskaja, Sołniecznaja, pierieułok Sportiwnyj, Stroitielej, Szkolnaja i Zawodskaja (1264 posesje).
Klimat
Miejscowość, jak i cały rejon, znajduje się w strefie klimatu kontynentalnego z łagodnym ciepłym latem i równomiernie rozłożonymi opadami rocznymi (Dfb w klasyfikacji klimatów Köppena).
|                            | Sty  | Lut  | Mar | Kwi | Maj  | Cze  | Lip  | Sie  | Wrz  | Paź  | Lis  | Gru  |
| -------------------------- | ---- | ---- | --- | --- | ---- | ---- | ---- | ---- | ---- | ---- | ---- | ---- |
| Najwyższe temperatury (°C) | -4,2 | -3,2 | 2,7 | 13  | 19,4 | 22,7 | 25,3 | 24,6 | 18,2 | 10,5 | 3,3  | -1,2 |
| Najniższe temperatury (°C) | -8,7 | -8,8 | -5  | 2,7 | 9,1  | 13   | 15,8 | 14,9 | 9,7  | 3,9  | -1,2 | -5,4 |
| Opady (mm)                 | 51   | 45   | 47  | 50  | 62   | 71   | 73   | 55   | 59   | 59   | 47   | 49   |
| Ilość dni z opadami        | 8    | 8    | 8   | 7   | 8    | 9    | 9    | 6    | 7    | 7    | 7    | 9    |

## Demografia
W 2021 r. osiedle zamieszkiwało 5301 osób.